# Mateja Svet
Mateja Svet (; Lubiana, 16 agosto 1968) è un'ex sciatrice alpina slovena che gareggiò per la nazionale jugoslava, campionessa del mondo nello slalom speciale a Vail 1989 e vincitrice di medaglie olimpiche e iridate e della Coppa del Mondo di slalom gigante nel 1988.

## Biografia

### Stagioni 1984-1987
Talento precoce, nel 1984, ancor prima di compiere sedici anni, ottenne il suo primo risultato di rilievo in Coppa del Mondo (15ª nello slalom speciale di Maribor del 15 gennaio), vinse la medaglia d'oro nello slalom gigante ai Mondiali juniores di Sugarloaf 1984 ed esordì ai Giochi olimpici invernali: a Sarajevo 1984 fu 23ª nello slalom gigante e 15ª nello slalom speciale.
Nel 1985 fu 13ª nello slalom gigante dei Mondiali di Bormio e conquistò, il 13 marzo a Lake Placid, il primo podio in Coppa del Mondo (2ª in slalom gigante); si migliorò ulteriormente l'anno successivo quando, l'8 marzo a Vysoké Tatry, divenne la prima jugoslava a vincere una prova di Coppa del Mondo. Ai Mondiali di Crans-Montana 1987 si aggiudicò la medaglia d'argento nello slalom gigante vinto da Vreni Schneider e quella di bronzo nel supergigante e nello slalom speciale, rispettivamente dietro a Maria Walliser e Michela Figini e a Erika Hess e Roswitha Steiner.

### Stagioni 1988-1990
Nella stagione 1987-1988 raggiunse l'apice della sua carriera in Coppa del Mondo: grazie anche a tre vittorie e due secondi posti vinse la Coppa del Mondo di slalom gigante con 9 punti di vantaggio su Catherine Quittet, mentre nella classifica generale fu 6ª. Nella stessa stagione disputò anche i XV Giochi olimpici invernali di Calgary 1988, sua ultima presenza olimpica, vincendo la medaglia d'argento nello slalom speciale e classificandosi 20ª nel supergigante e 4ª nello slalom gigante.
Ai Mondiali di Vail 1989, sua ultima presenza iridata, si laureò campionessa mondiale nello slalom speciale e vinse la medaglia di bronzo nello slalom gigante dietro a Vreni Schneider e Carole Merle, mentre nella combinata vinta da Tamara McKinney fu 4ª; in quella stagione 1988-1989 fu 2ª nella Coppa del Mondo di slalom gigante, superata dalla vincitrice Vreni Schneider di 59 punti. Si ritirò dalle competizioni al termine della stagione 1989-1990, durante la quale in Coppa del Mondo colse la sua ultima vittoria (il 5 febbraio a Veysonnaz in slalom gigante) e il suo ultimo podio, nonché ultimo piazzamento di rilievo in carriera, il 14 marzo a Klövsjö in slalom gigante (3ª); anche in quella stagione 1989-1990 fu 2ª nella Coppa del Mondo di slalom gigante, superata dalla vincitrice Anita Wachter di 44 punti.

## Bilancio della carriera
Nella sua carriera, che terminò a soli ventidue anni, riuscì a ottenere 7 vittorie, 22 podi e 54 piazzamenti tra le prime dieci in gare di Coppa del Mondo.

## Palmarès

### Olimpiadi
- 1 medaglia:
  - 1 argento (slalom speciale a Calgary 1988)

### Mondiali
- 5 medaglie:
  - 1 oro (slalom speciale a Vail 1989)
  - 1 argento (slalom gigante a Crans-Montana 1987)
  - 3 bronzi (supergigante, slalom speciale a Crans-Montana 1987; slalom gigante a Vail 1989)

### Mondiali juniores
- 1 medaglia:
  - 1 oro (slalom gigante a Sugarloaf 1984)

### Coppa del Mondo
- Miglior piazzamento in classifica generale: 6ª nel 1988 e nel 1989
- Vincitrice della Coppa del Mondo di slalom gigante nel 1988
- 22 podi:
  - 7 vittorie (6 in slalom gigante, 1 in slalom speciale)
  - 11 secondi posti
  - 4 terzi posti

#### Coppa del Mondo - vittorie
| Data            | Località      | Paese          | Specialità |
| --------------- | ------------- | -------------- | ---------- |
| 8 febbraio 1986 | Vysoké Tatry  | Cecoslovacchia | GS         |
| 22 marzo 1986   | Bromont       | Canada         | GS         |
| 30 gennaio 1988 | Kranjska Gora | Jugoslavia     | GS         |
| 31 gennaio 1988 | Kranjska Gora | Jugoslavia     | SL         |
| 3 marzo 1988    | Saalbach      | Austria        | GS         |
| 20 gennaio 1990 | Maribor       | Jugoslavia     | GS         |
| 5 febbraio 1990 | Veysonnaz     | Svizzera       | GS         |

Legenda:

GS = slalom gigante

SL = slalom speciale

### Campionati jugoslavi
- 8 medaglie (dati parziali)[1]:
  - 8 ori (slalom speciale nel 1985; supergigante, slalom gigante nel 1986; discesa libera, supergigante, slalom gigante, slalom speciale, combinata nel 1987)